# Johann Mathias Prücklmayer

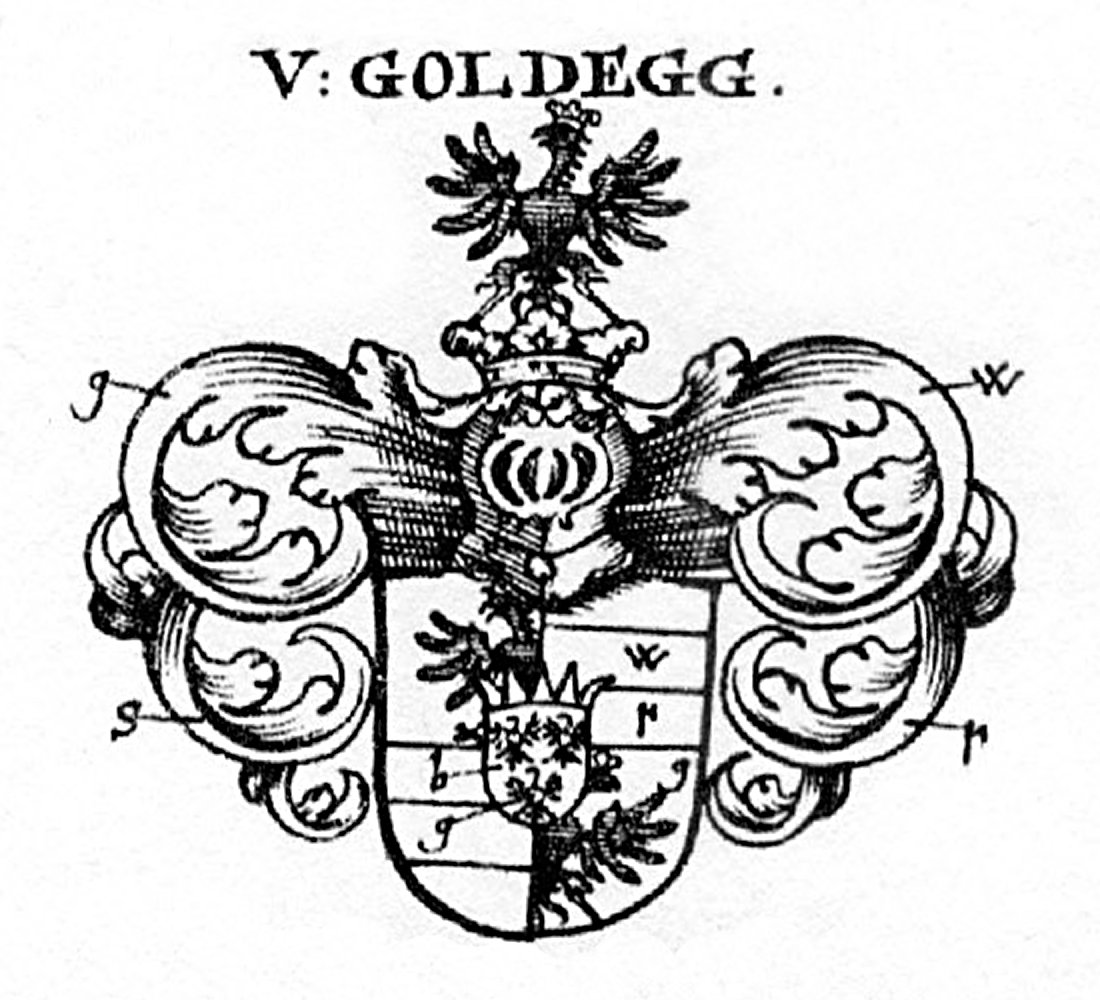
Wappen des Freiherrn Johann Mathias Prückelmayr von Goldegg 1648

Johann Mathias Prücklmayr, Freiherr von Goldegg, auch: Prickhelmayer, (* 1589; † 1657), Doktor der Rechte, Geheimrat und Hofkanzler, wurde 1640 unter die niederösterreichischen Rittergeschlechter aufgenommen und 1648 zum Freiherrn von Goldegg erhoben.

## Leben
Johann Mathias Prücklmayer war ein Bauernsohn aus St. Bernhard, der durch den Pfarrer von Friedersbach gefördert wurde und in Wien studierte. Ein Stipendium erlaubte ihm den Abschluss des Studiums als Doktor der Rechte. Anschließend war er Gerichtsadvokat, 1631 niederösterreichischer Kammerprocurator, dann k. k. Rat. Im Jahre 1637 machte ihn Kaiser Ferdinand III. zum wirklichen Hofrat bei der geheimen Hofkanzlei und im Jahre 1648 wurde er geheimer Rat und Hofkanzler. Am 19. Juli 1640 wurde Prücklmayer unter die niederösterreichischen Rittergeschlechter aufgenommen, am 6. Jänner 1648 wurde er nach seiner Herrschaft zum „Freiherrn von Goldegg“ erhoben. 1652 kaufte er die Herrschaft Atzgersdorf.
Johann M. Prücklmayer starb 1657 und hinterließ zwei Töchter, Anna Katharina, welche zuerst mit Philipp Freiherrn von Unverzagt und darauf mit Johann Graf von Wagenspurg vermählt war. Diese verkaufte die Herrschaft Goldegg im Jahre 1669 an die Gräfin Maria von Trautson. Die zweite Tochter Lucia Ludomilla heiratete Johann Freiherrn von Charnier.
Das Geschlecht der niederösterreichischen „Freiherren von Goldegg“ bestand also nur eine Generation lang. Diese Familie darf nicht mit dem Geschlecht der Freiherren Goldegg von und zu Goldegg und Lindenburg verwechselt werden.